# Salinas do Porto Inglês
Die Salinas do Porto Inglês (Paisagem Protegida das Salinas do Porto Inglês, englisch Salinas of the English Port) sind ein Feuchtgebiet mit Salzwiesen im Südwesten der Insel Maio, Kap Verde, nordwestlich der Stadt Porto Inglês. Das Gebiet ist seit 2013 als Ramsar-Gebiet ausgewiesen. Es umfasst eine Fläche von 5,34 km². Das Gebiet ist in ökologischer, landschaftlicher, historischer und kultureller Hinsicht bedeutsam. Es ist Brut- und Rastplatz für zahlreiche Vogelarten, welche international unter Schutz stehen oder auch endemisch in den Kap Verden vorkommen.

## Fauna
Die Salinas sind Lebensraum für 10–13 % der weltweiten Population des Rennvogels (cream-coloured courser, Cursorius cursor) und für die gefährdete Unechte Karettschildkröte (Caretta caretta). Außerdem leben dort charakteristische Dünen- und Feuchtgebietsbewohner, wie Wüstenläuferlerche (greater hoopoe-lark, Alaemon alaudipes), Weißstirnlerche (black-crowned sparrow lark, Eremopterix nigriceps), Sandlerche (bar-tailed lark, Ammomanes cinctura), Sanderling (Calidris alba) und Pfuhlschnepfe (bar-tailed godwit, Limosa lapponica), sowie eine wichtige Population des Seeregenpfeifers (Kentish plover): 50 % der gesamten Population der Kap Verden (150–300 Individuen).